# Luigi Sacconi
Luigi Sacconi (Santa Croce sull'Arno, 1911 – Firenze, 1992) è stato un chimico italiano.

## Biografia
Docente di chimica generale all'università di Palermo dal 1954 al 1960 e all'università di Firenze dal 1960 al 1981, quando fu collocato fuori ruolo. Compì importanti ricerche, prevalentemente nel campo dei composti di coordinazione. Socio dell'Accademia Nazionale dei Lincei dal 1987, nel 1977 vinse il premio del Presidente della Repubblica.